# Tetracnemus peliococci
Tetracnemus peliococci är en stekelart som beskrevs av Svetlana N. Myartseva 1979. Tetracnemus peliococci ingår i släktet Tetracnemus och familjen sköldlussteklar.
Artens utbredningsområde är Turkmenistan. Inga underarter finns listade i Catalogue of Life.